# دیوید برتکا
دیوید برتکا (به انگلیسی: David Burtka) (زاده ۲۹ مهٔ ۱۹۷۵) بازیگر و سرآشپز آمریکایی است.

## زندگی شخصی

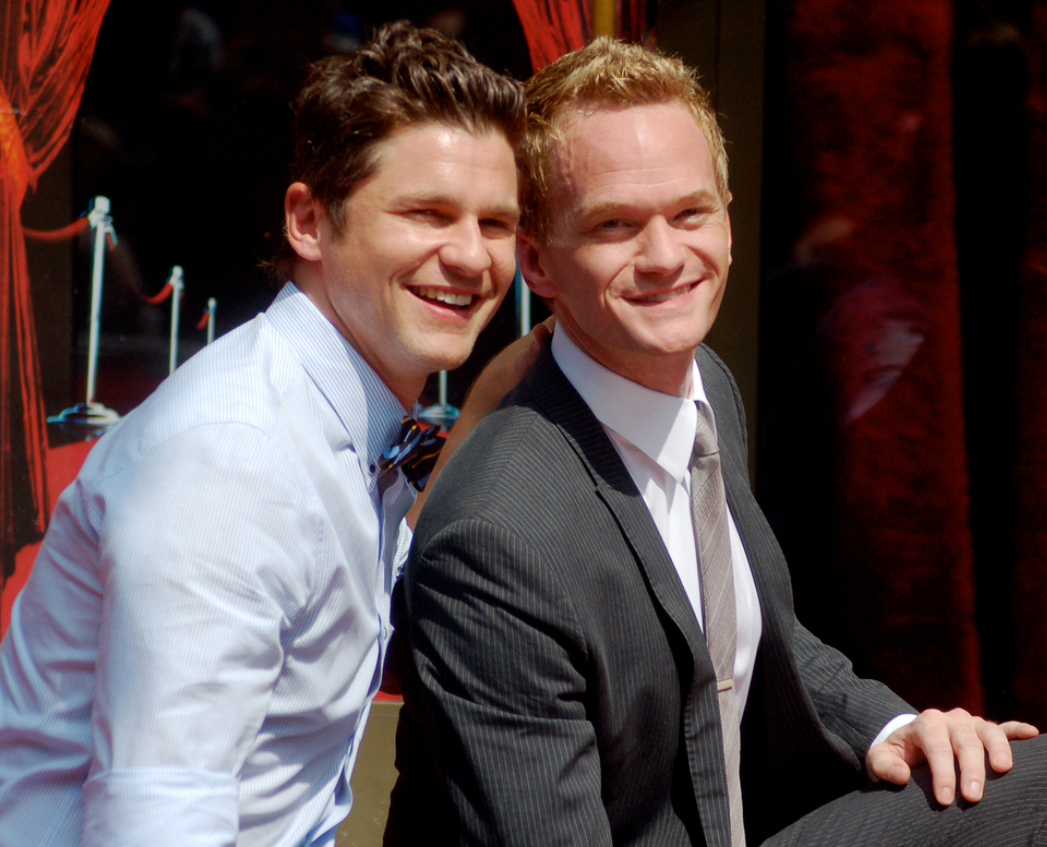
دیوید برتکا و نیل پاتریک هریس در مراسمی برای دریافت ستاره هریس در پیاده‌روی مشاهیر هالیوود در سپتامبر 2011.

برتکا آشکارا همجنس‌گراست. او از سال ۲۰۰۴ با نیل پاتریک هریس در رابطه بوده است. آن‌ها در سال ۲۰۱۴ در ایتالیا ازدواج کردند. برتکا و هریس در سال ۲۰۱۱ و به شیوه رحم جایگزین صاحب دو فرزند دوقلو به نام‌های هارپر گریس (دختر) و گیدیون اسکات (پسر) شدند.